# Элунда

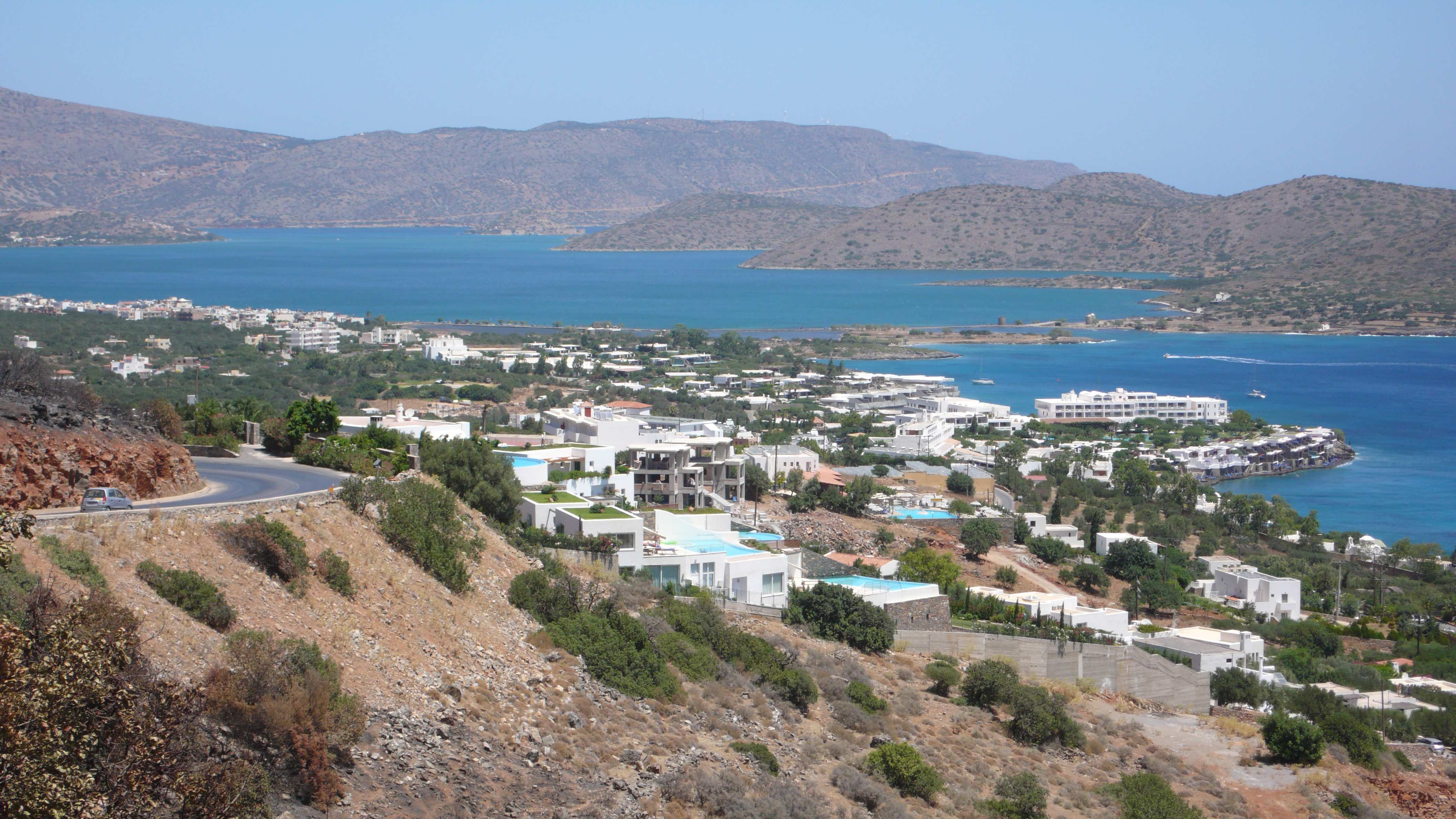
Вид из Элиники на Схизму и полуостров Спиналонга

Элу́нда (греч. Δημοτική Κοινότητα Ελούντας, Ελούντα) — общинное сообщество в Греции, в восточной части острова Крита. Входит в общину (дим) Айос-Николаос в периферийной единице Ласитион в периферии Крит, в 12 км от Айос-Николаоса. В общинное сообщество Элунда входят 7 населённых пунктов и остров Калидон (Спиналонга). Население 2193 жителя по переписи 2011 года. Площадь 23,954 квадратного километра.

## История
В древние времена на этом месте существовал древнегреческий, а затем римский порт Олус.
После землетрясения во II веке часть суши вместе с Олусом ушла под воду, в результате чего образовался залив и  полуостров Спиналонга,  находящиеся напротив Элунды.
Элунда и прилегающая к ней территория до середины XV века были практически безлюдны из-за постоянных пиратских набегов. Затем венецианцы открыли здесь добычу соли и район стал быстро развиваться. Венецианцы для защиты такого экономически важного района от пиратов и турок приняли решение отделить часть полуострова и создать остров Спиналонга и построить на нём крепость.
В настоящее время превратилась из рыбацкой деревушки в фешенебельный курорт острова Крит.

## Населённые пункты
В общинное сообщество Элунда входят 7 населённых пунктов и остров Калидон.
| Наименование     | Население (2011), человек |
| ---------------- | ------------------------- |
| Айия-Параскеви   | 23                        |
| Калидон (остров) | 0                         |
| Като-Элунда      | 86                        |
| Като-Пине        | 62                        |
| Маврикианон      | 142                       |
| Схизма           | 1730                      |
| Эпано-Элунда     | 115                       |
| Эпано-Пине       | 35                        |

## Население
| Год  | Население, человек |
| ---- | ------------------ |
| 1991 | 1508               |
| 2001 | 2085               |
| 2011 | ↗ 2193             |

## Достопримечательности
Песчаной косой соединена с полуостровом Спиналонга.